# Thaumastochelopsis
Thaumastochelopsis is een geslacht van kreeftachtigen uit de klasse van de Malacostraca (hogere kreeftachtigen).

## Soorten
- Thaumastochelopsis brucei Ahyong, Chu & Chan, 2007
- Thaumastochelopsis wardi Bruce, 1988